# Constantin Niță (Botschafter)
Constantin Niță (* 24. Dezember 1924 in Bukarest) ist ein ehemaliger rumänischer Politiker der Rumänischen Kommunistischen Partei PCR (Partidul Comunist Român) und Diplomat, der unter anderem zwischen Juli und September 1961 kurzzeitig Botschafter in der Tschechoslowakei sowie von 1976 bis 1978 Botschafter in der Deutschen Demokratischen Republik (DDR) war. Er fungierte zudem zwischen 1978 und 1979 als Staatssekretär im Ministerium für Außenhandel und internationale wirtschaftliche Zusammenarbeit.

## Leben
Constantin Niță arbeitete nach dem Schulbesuch 1940 auf mehreren Baustellen beim Wiederaufbau von Häusern und absolvierte zwischen 1941 und Februar 1945 eine Berufsausbildung zum Feinmechaniker in der Metallurgischen Fabrik „Mârgineanca“ in Plopeni, woraufhin er zwischen 1945 und 1947 als Ausbilder für Mechaniker bei der Straßenbahn Bukarest STB (Societatea de Transport București). Er wurde 1948 Mitglied der damaligen Rumänischen Arbeiterpartei PMR (Partidul Muncitoresc Român) und arbeitete zwischen Oktober 1948 und September 1949 als Former beim Flugzeughersteller ICAR (Întreprinderea de construcții aeronautice românești). Er absolvierte ein Studium an der Fakultät für Maschinenbau des Polytechnischen Instituts Bukarest, welches er 1954 als Maschinenbauingenieur beendete. Während des Studiums war er zwischen 1949 und 1951 Verantwortlicher für Organisation des Komitees der Union der Arbeiterjugend UTM (Uniunea Tineretului Muncitor) an der Fakultät und war daraufhin zwischen Juli 1951 und August 1953 erst Instrukteur, danach von August 1953 bis 1956 Leiter einer Sektion sowie schließlich 1956 stellvertretender Leiter der Abteilung Schwermaschinenbau des Zentralkomitees (ZK) der PMR. Nach Abschluss des Studiums wurde er 1954 zudem Wissenschaftlicher Assistent und Dozent am Polytechnischen Institut Bukarest.
Niță, der auch einen Doktor der technischen Wissenschaften erwarb, war zwischen Januar 1957 und 1958 Sekretär sowie daraufhin von 1958 bis Juli 1961 Sekretär für Wirtschaft des Parteikomitees von Bukarest und zugleich des Universitätszentrums Bukarest. Als Nachfolger von Mihail Hașeganu wurde er am 20. Juli 1961 Botschafter in der Tschechoslowakei, verblieb auf diesem diplomatischen Posten in Prag allerdings nur knapp zwei Monate lang bis September 1961. Nach seiner Rückkehr war er zwischen September 1961 und 1962 erst Leiter einer Sektion sowie von 1962 bis März 1965 Chefingenieur von „Grivița Roșie“, ein Werk der Staatlichen Eisenbahngesellschaft CFR (Căile Ferate Române). Nachdem er zwischen März und Dezember 1965 Leiter der Kontrollstelle des Ministeriums für Verkehr und Telekommunikation war, fungierte er vom 31. Dezember 1965 und 1968 als Vizepräsident des Staatlichen Komitees für Arbeitsschutz. Daraufhin war er von 1968 bis 1976 nacheinander Leiter einer Sektion, stellvertretender Leiter der Sektion und schließlich Erster Sonderinspektor im Stab des Ministerrates.
Als Nachfolger von Vasile Vlad übernahm Constantin Niță am 16. Februar 1976 den Posten als Botschafter in der Deutschen Demokratischen Republik (DDR) und bekleidete dieses diplomatische Amt in Ost-Berlin bis zum 24. März 1978, woraufhin Gheorghe Tache ihn ablöste. Danach übernahm er am 28. März 1978 Kabinett Mănescu II von Bujor Almășan den Posten als Staatssekretär im Ministerium für Außenhandel und internationale wirtschaftliche Zusammenarbeit (Ministru secretar de stat la Ministerul Comerțului Exterior și Coooperării Economice Internaționale) sowie Leiter der Abteilung für internationale wirtschaftliche Zusammenarbeit in diesem Ministerium und behielt das Amt bis zu seiner Ablösung durch Alexandru Mărgăritescu am 27. Oktober 1979 auch im Kabinett Verdeț I. Nach seinem Ausscheiden aus der Regierung war er zwischen dem 10. Dezember 1979 und dem 11. April 1983 Präsident des Vereinigten Komitees der Metallurgie- und Maschinenbau-Gewerkschaft sowie vom 11. April 1983 bis 1985 Sekretär des Zentralrates des Allgemeinen Gewerkschaftsbundes UGSR (Uniunea Generală a Sindicatelor din România). Er wurde auf dem Dreizehnten Parteitag der PCR (19. bis 22. November 1984) zum Mitglied des ZK der PCR gewählt und gehörte diesem Gremium nach seiner Bestätigung auf dem Vierzehnten Parteitag der PCR (20. bis 24. November 1989) bis zum Zusammenbruch des Kommunismus im Zuge der Rumänischen Revolution am 22. Dezember 1989 an. Für seine langjährigen Verdienste wurde er 1984 mit dem Orden der Arbeit Zweiter Klasse (Ordinul Muncii) ausgezeichnet.
Constantin Niță wurde am 31. Dezember 1985 Mitglied des Verwaltungskomitees des Nationalen Rates für Wissenschaft und Bildung und fungierte zudem bis zum Zusammenbruch des Kommunismus im Zuge der Rumänischen Revolution am 22. Dezember 1989 als Vizepräsident des Nationalrates der Front für Demokratie und sozialistische Einheit FDUS (Frontul Democrației și Unității Socialiste), ein Dachverband, der für den organisatorischen Rahmen der Vereinigung der politischen und sozialen Kräfte der sozialistischen Nation sowie aller Massen- und öffentlichen Organisationen unter der Führung der PCR gebildet wurde, sowie als Mitglied des Nationalrates des werktätigen Volkes. 